# Historia de la depilación
La depilación es una práctica que ha existido durante siglos y tiene sus raíces en diversas culturas de todo el mundo. El procedimiento de eliminación del vello del cuerpo tiene tanto fundamentos prácticos como culturales.
La depilación tiene una larga historia que se remonta a la antigüedad. La práctica de eliminar el vello era conocida y practicada en diversas civilizaciones como el antiguo Egipto, Grecia, Roma, India, Persia y muchas otras.
Los antiguos egipcios son considerados como algunos de los primeros en eliminar regularmente el vello corporal. Tanto las mujeres egipcias de las clases altas como las de las clases bajas se depilaban en todo el cuerpo, incluyendo la cabeza, el rostro, las piernas y las axilas. La documentación histórica en forma de jeroglíficos y esculturas que representan a mujeres egipcias indica que la depilación era un elemento importante en su cuidado personal y estética.
En la antigua Grecia, la depilación también era popular, especialmente entre las mujeres. Las mujeres griegas se depilaban diversas partes del cuerpo, dando gran importancia a una piel suave y libre de vello. La depilación era considerada un símbolo de limpieza y estética, y la piel suave se consideraba un signo de belleza.
Los antiguos romanos también daban gran importancia a la eliminación del vello. Tanto mujeres como hombres se depilaban el cuerpo utilizando diversos métodos como la depilación con cera, el uso de cuchillas, piedra pómez e incluso la eliminación con sustancias químicas. La piel suave se consideraba un signo de higiene, y la depilación era una práctica socialmente aceptada.
En otras partes del mundo también se practicaba la depilación. Por ejemplo, en la antigua India, las mujeres se depilaban utilizando mezclas de hierbas y plantas que también tenían propiedades para el cuidado de la piel. En Persia, la depilación también era común y las mujeres utilizaban diversas técnicas como la depilación con cera o la extracción del vello con hilo.
A lo largo de los siglos, los procedimientos de eliminación del vello han evolucionado y, con los avances tecnológicos y los cambios sociales, han surgido nuevos métodos y herramientas para la depilación. Una revolución para las mujeres ocurrió en 1915, cuando se lanzó el primer anuncio de una maquinilla de afeitar para mujeres. Durante la Segunda Guerra Mundial, cuando las medias eran escasas, las mujeres estadounidenses comenzaron a depilarse las piernas. Los métodos populares del siglo XIX incluían la depilación con cera y el afeitado. Por su parte, el siglo XXI marcó un punto de inflexión en la historia de la depilación, ya que el láser reemplazó los métodos tradicionales. El descubrimiento del fenómeno de fototermólisis selectiva resultó ser una revolución en la depilación láser. Esta formulación significa que la energía de la luz se transforma en energía térmica actuando "selectivamente" sobre el vello Resultó ser un verdadero avance en la depilación láser, ya que los procedimientos dejaron de afectar negativamente la piel con hinchazón, deformación de los vasos sanguíneos, hematomas y edemas. La depilación láser dejó de dañar la piel durante el procedimiento y se volvió segura
En resumen, la historia de la depilación se remonta a la antigüedad, y la práctica de eliminar el vello era conocida y practicada en diversas culturas de todo el mundo. La depilación desempeñaba un papel importante desde el punto de vista práctico y cultural, y la piel suave se consideraba un signo de estética y belleza.